# Podziemny Magazyn Gazu Strachocina
Podziemny Magazyn Gazu Strachocina – podziemny magazyn gazu o pojemności 460 mln m³, utworzony w maju 1982 roku w wyeksploatowanym złożu gazu wysokometanowego na terenie gmin: Sanok (wieś Strachocina i Pakoszówka) i Brzozów (wieś Górki). Właścicielem infrastrukturalnym PMG jest Orlen S. A a za eksploatację odpowiada Gas Storage Poland sp. z o.o.

## Historia
Złoże gazu wysokometanowego Strachocina zostało odkryte w 1928 roku. Pierwotne zasoby geologiczne gazu ziemnego zostały udokumentowane w wysokości 4,25 mld m³. W tym samym roku rozpoczęto jego eksploatację która została zakończona w 1982 roku. 7 maja 1982 roku rozpoczęto jego magazynowanie w II. odwiercie horyzontalnym, a od 1983 roku także w I. odwiercie. Obecnie proces magazynowania prowadzony jest w odwiertach horyzontalnych nr I i II. Początkowa pojemność magazynu wynosiła 100 mln m³ gazu. W następnych latach zwiększona została do 150 mln m³. Prowadzone dalsze badania geologiczne wykazały możliwość zwiększenia pojemności magazynowej. Potrzebna była jednak do tego rozbudowa istniejącego magazynu gazu. Dla potrzeb magazynowania gazu w latach 1988-91 odwiercono 6 nowych odwiertów oraz przeprowadzono remonty (rekonstrukcje) istniejących odwiertów pionowych.  
W latach 1982-2011 magazyn był eksploatowany w systemie bezsprężarkowym, co znacznie ograniczało możliwości magazynu. Oddawał do sieci w zależności od sezonu od 26 do 147 mln m³ gazu w czasie nawet do 152 dni. W 2007 roku podjęto decyzję o jego rozbudowie do pojemności czynnej 330 mln m³ możliwej do odebrania w 120 dni, z tego względu w projekcie uwzględniono również instalację dodatkowych sprężarek. Rozbudowa objęła zarówno część podziemną (wiercenie 8 otworów horyzontalnych), jak i napowierzchniową, w ramach której wybudowano całkowicie nową instalację napowierzchniową wraz z gazociągami. W latach 2008-10 wykonano 9 odwiertów horyzontalnych (poziomych) cechujących się zwiększonymi wydajnościami przy zatłaczaniu i odbiorze gazu. Umowę na rozbudowę instalacji napowierzchniowych podpisano w 2009 roku, w tym samym roku rozpoczęto jego rozbudowę wraz z wierceniem nowych odwiertów która została zakończona trzy lata później. Po rozbudowie, magazyn został oddany do eksploatacji w czerwcu 2011 roku. Była ona finansowana ze środków własnych PGNiG oraz w części ze środków unijnych. Pojemność PMG Strachocina po rozbudowie wyniosła 360 mln m³, a po dalszych badaniach i testach zwiększona została do 460 mln m³. Zatłaczanie gazu do PMG odbywa się w okresie letnim, a jego odbiór to okres jesienno-zimowy. Aktualnie istnieją 52 odwierty, w tym 43 pionowych i 9 horyzontalnych (poziomych). 